# ヴァンキッシュド・クイーンズ
『ヴァンキッシュド・クイーンズ』（英語: Vanquished Queens）は、ホビージャパンより刊行されている対戦型ゲームブック『クイーンズブレイド』を原作としたブックレット。イラストと小説から構成されている。

## 概要
著者は沖田英次、イラストは 金子ひらくやえぃわ、空中幼彩らが担当している。発売はホビージャパン。クイーンズブレイドのヒロイン「美闘士」たちが敗北し、辱められる姿を描く。イラストは、基本的にキャラクターデザイナーが担当している。

## ヴァンキッシュド・クイーンズ1
2011年8月31日発売。限定版には、特典としてリボルテック「叛乱の騎士姫アンネロッテ」のリボルテックが同梱されていた。
- ISBN 978-4798602219

### あらすじ
「月下の敗者、武者巫女無情」編
甲魔忍軍の忍者たちとの戦いに敗れ、武者巫女トモエは冷たい川の中に倒れこむ。すでに反撃する体力もないトモエは、水に透けた衣服をぼろぼろとされ、ほとんど裸同然にされていた。トモエは敗北を認め、敵に自らの身体を差し出した。
「敗北の味、降伏の儀式」編
女王アルドラを襲撃しようとした暗殺者イルマは、あえなく返り討ちにあい捕縛される。イルマは処刑されるかわりに、女王のペットとして扱われることになるのだった。
「失われた自由、奴隷街道」編
世間知らずのハーフエルフ・ノワは、自分の身を賭けて女奴隷ブランウェンを救おうとして失敗する。かえって自身も奴隷とされてしまったノワは、醜い小男の調教師ドグラに服を剥かれ、首輪と手枷だけを身につけ、商品として町中を引きずり回されるのだった。
「強敵の温もり、安らぎの暇」編
剣士レイナは姉のクローデットに敗北し、気を失う。気がつくと友人のリスティがレイナに密着し、彼女の乳房に薬を塗ってくれていた。レイナはリスティに感謝し、その身を任せる。
「アナリスタの復讐、蟲に愛される姫君」編
アマラ王国が滅亡すると、新しい支配者のアナリスタは、王女メナスを捕縛した。アナリスタはメナスを監禁すると、処女の体液を好物とする触手をけしかける。泣き叫んで助けを求めるメナスはそのまま触手に乳房を吸われ、犯される日々を送ることとなるのだった。
「幽閉天使、屈辱の聖乳」編
光明の天使ナナエルは沼地の魔女に敗れて牢に入れられた。看守に「聖乳」を浴びせかけられたナナエルからは、すでに天使の力は失われようとしていた。下着以外の衣服を破かれ、天井の鎖に腕を拘束されたナナエルは、悔し涙を流す。そして、今度は看守の男自身の白濁液を受け入れることとなる。
「魔狩人の恐怖、死霊力喪失」編
魔狩人に敗北したメイド、アイリは、それでも余裕の表情を浮かべていた。死霊力を使ってその場から逃走することができるはずだったからだ。だが、敵によって死霊力を奪わるアイリ。その場に叩きつけられた彼女は、下級霊たちに犯されそうになる。尻も太ももも乳房も露わになった状態のアイリは、四つん這いになって魔狩人に慈悲を懇願するのだった。
「聖女陥落、巨人の餌食」編
聖女メルファと異端審問官シギィは沼地の魔女を討伐するため暗黒の沼地へ向かっていた。しかし道中で現れた一つ目の巨人に行く手を阻まれ敗北。二人して巨人に捕らえられ慰み者にされてしまうのだった。  人の気配が途絶えた森の中。巨人は二人の服を引き裂き露わになった股にしゃぶりついた。彼女達はおぞましい行為に自らの立場も忘れ悲鳴を上げる。相手は人外の魔物、決して許容することの出来ない相手なのだ。  だが、もはや声を上げることしか出来ない彼女たちにはこのまま巨人と交わる運命しか残されていなかった。

## ヴァンキッシュド・クイーンズ2
2012年11月30日発売。限定版には、特典としてリボルテック「囚われの竜戦士ブランウェン」が同梱されていた)。
- ISBN 978-4798604442

## ヴァンキッシュド・クイーンズ3
2014年9月30日発売。限定版には、OVA「ヴァンキッシュド・クイーンズ 人妻夢散」が付属していた。
- ISBN 978-4798608914

## アニメ
ブックレットと同じく、敗北をコンセプトとしたアニメ化作品で、ブックレットと異なるストーリーになっている。本編「武者巫女無情」・「聖邪蹂躙」・「戦士隷従」・「新妻夢散」の4話、映像特典「武者巫女調教法」・「アイリの夜食バンザイ」の2話の全6話で構成されている。

## 関連商品
エクセレントモデルCORE「ヴァンキッシュド・クイーンズ」戦闘教官アレイン【縛】
本作に登場するアレインが触手に拘束された姿をフィギュア化したもの。メガハウス発売。